# Cephaloon pacificum
Cephaloon pacificum är en skalbaggsart som beskrevs av Van Dyke 1928. Cephaloon pacificum ingår i släktet Cephaloon och familjen dubbelklobaggar. Inga underarter finns listade i Catalogue of Life.